# Asker (localitate)
Asker este o localitate din comuna Asker, provincia Akershus, Norvegia, cu o populație de 2.363 locuitori (2013).